# У меня есть лев
«У меня есть лев» — советский художественный фильм 1975 года.

## Содержание
В основе фильма — реальные исторические, биографические факты из жизни семьи бакинского архитектора Берберова, которая в домашних условиях воспитывала льва Кинга. В роли льва — Кинг II, снявшийся также в фильме «Лев ушёл из дома» в 1977.

## В ролях
- Рома Берберов — Рома
- Ева Берберова — Лена
- Лев Берберов — дрессировщик
- Нина Берберова — эпизод
- Евгений Весник — директор цирка
- Олег Корчиков — папа
- Варвара Попова — мама
- Анатолий Адоскин — Родион (Рад)
- Владимир Новиков — Юрка
- Александр Малов — Алик
- Александр Пожаров — Граммофон
- Лев Кинг 2 — Кинг

## Съёмочная группа
- Фильм снимали в Крыму - Судак, Новый  Свет, Симферополь. Художник-постановщик:  Владимир Коровин.

## Критика
Двухсерийный художественный телефильм «У меня есть лев» и односерийный документальный телефильм «Белый медведь», показанные в нынешнем году, занимают в художественном и познавательном телевещании особое место. Особенность эта определена тем, что о львах и медведях мы чаще думаем, когда смотрим передачи серий «В мире животных» и «Ребятам о зверятах». Оба названные выше фильма вывели нас за рамки этих серий. В передачах о животных источником наших эмоциональных и нравственных ощущений становятся сами звери. В телефильме «У меня есть лев» герой картины выступает не только в качестве царя зверей, но и как актёр, которого сценарист и режиссёр заставили действовать по сюжету. И вот оказалось, что редкостный зверь, породнившийся с людьми, добрый Кинг великолепно продемонстрировал те свои качества и возможности, какие свойственны ему органически: он остался добрым, ласковым, преданным. Но в то же время он, мне кажется, деликатно отклонил условности кинопроизводства, извивы сюжета, всю ту суматоху, какую затеяли взрослые дяди, чтобы превратить искреннюю, неподкупную, чистую дружбу Кинга с детьми, вообще с семьей Берберовых, в не совсем искреннее «занимательное» кинопредставление.— Журнал «Нева», 1976 год